# Brazey-en-Plaine
Brazey-en-Plaine é uma comuna francesa na região administrativa da Borgonha-Franco-Condado, no departamento de Côte-d'Or. Estende-se por uma área de 25,5 km². Em 2010 a comuna tinha 2 414 habitantes (densidade: 94,7 hab./km²).